# Xã Center, Quận Nemaha, Kansas
Xã Center (tiếng Anh: Center Township) là một xã thuộc quận Nemaha, tiểu bang Kansas, Hoa Kỳ. Năm 2010, dân số của xã này là 164 người.